# Ida Vihuri
Ida Johanna Vihuri, född Hildén, 18 augusti 1882 i Lembois, död 7 september 1929 i Tammerfors, var en finländsk socialdemokratisk politiker. Hon var ledamot av Finlands riksdag år 1922–1929.
Vihuri arbetade på Finlaysons bomullsbruk i Tammerfors sedan 13 års ålder. Hon gick med i Tammerfors Arbetareförening efter storstrejken 1905 och deltog som aktivist i fabrikens egen fackförening. Under Finlands inbördeskrig tjänstgjorde Vihuri i den röda administrationen i Tammerfors. Hon dömdes till livstids fängelse, men benådades år 1920. Vihuri valdes in i riksdagen vid valet 1922.
På eftermiddagen 7 september 1929 var Vihuri på väg till en socialdemokratisk kretsfest i Kuru. Hon drunknade när ångfartyg SS Kuru sjönk i sjön Näsijärvi. Vid haveriet omkom 138 personer. Vihuri begravdes till Kalevankangas begravningsplats.
Vihuris syster var riksdagsledamot Kaisa Hiilelä. Deras systerson var undervisningsminister Reino Oittinen.